# Durant (Automarke)

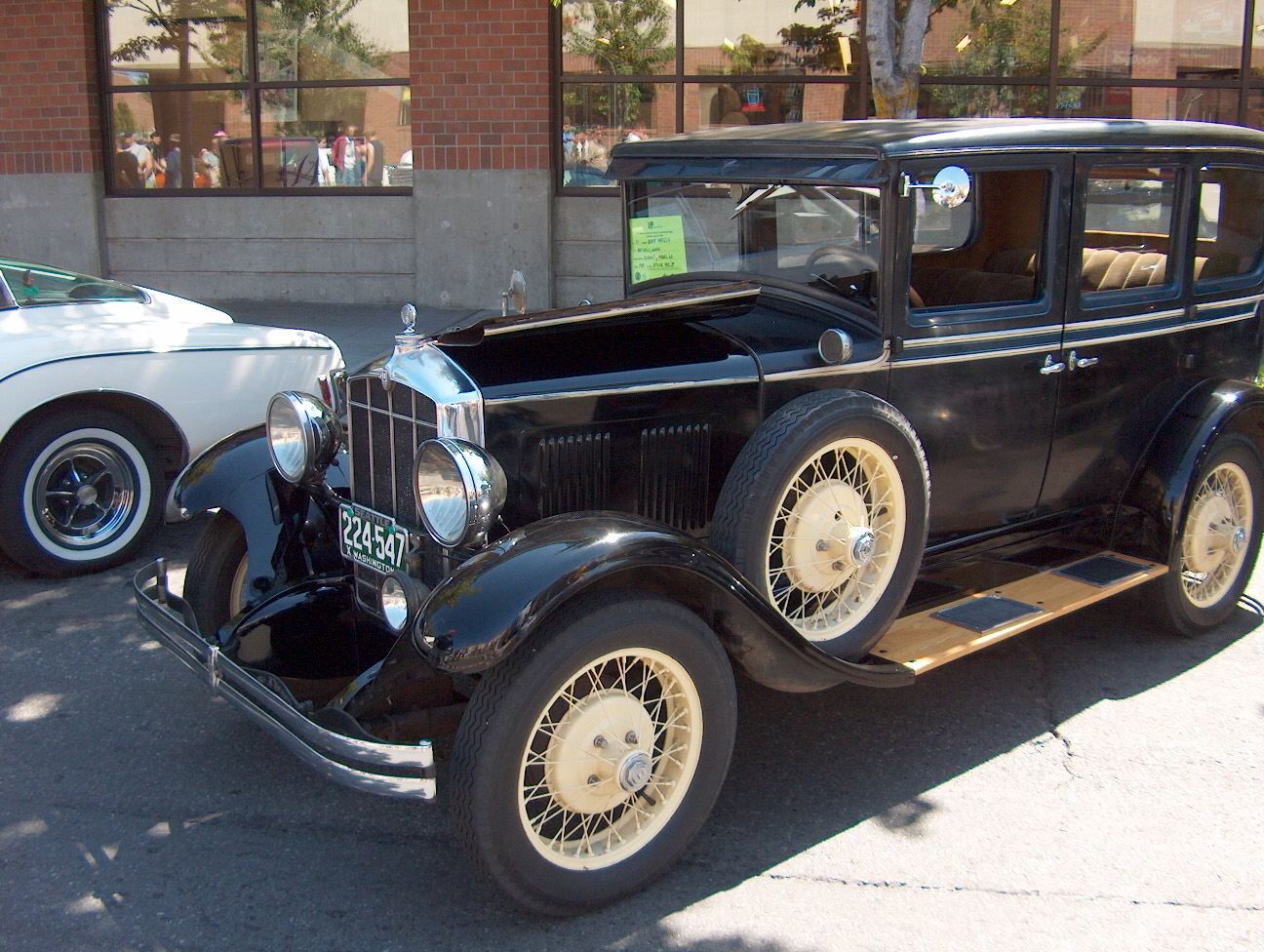
Durant Modell 6-60 Limousine (1929)

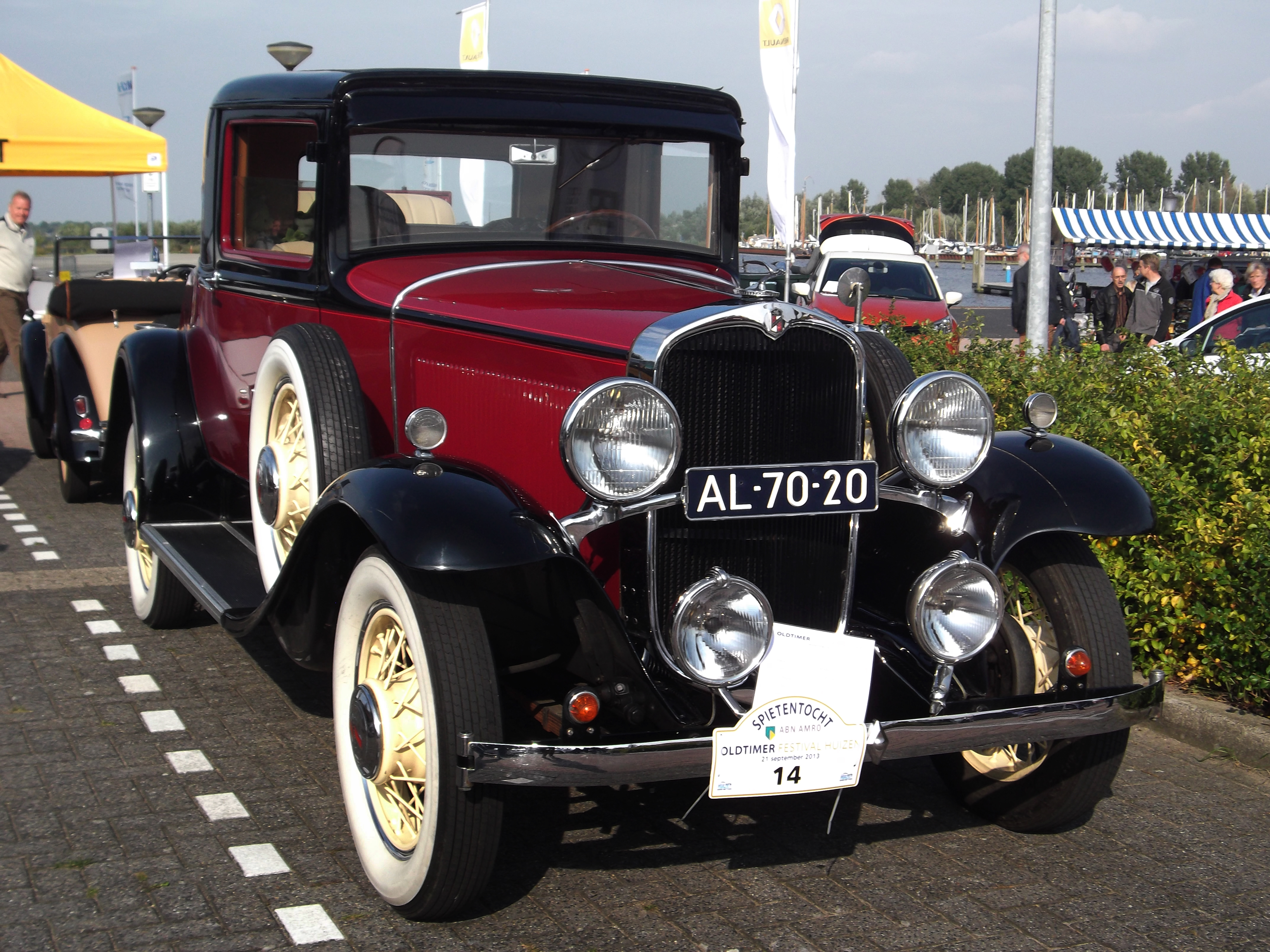
Durant Coupé (1932)

Durant war eine US-amerikanische Automarke, die die Durant Motors Inc. von 1921 bis 1927 und 1928 bis 1932 herstellte.

## Fertigung
Geschlossene Karosserien, u. a. für Durant-Automobile, baute die Hayes-Hunt Corporation in Grand Rapids (Michigan). Die Motoren kamen von der Continental Motors Company. In Kanada wurden Durant-Automobile unter dem Namen Durant-Frontenac gefertigt.
1927 wurde die Fertigung der Durant-Automobile eingestellt, um die Fertigungslinie auf ein vollkommen neu konstruiertes Modell umzustellen, das im Modelljahr 1928 herauskam (ähnlich wie Ford dies im gleichen Jahr mit dem T-Modell machte).
Die letzten Modelle mit dem Namen Durant verließen 1931 die Bänder. In Kanada wurden Durant Frontenac noch eine Weile gebaut.

## Modelle
| Modell | Bauzeitraum | Zylinder | Leistung             | Radstand | Aufbauten                                                                                    |
| ------ | ----------- | -------- | -------------------- | -------- | -------------------------------------------------------------------------------------------- |
| A      | 1921        | 4 Reihe  | 35 bhp (26 kW)       | 2769 mm  | Tourenwagen 5 Sitze, Coupé 2 Türen, Limousine 4 Türen                                        |
| A-22   | 1922–1926   | 4 Reihe  | 35–37 bhp (26–27 kW) | 2769 mm  | Roadster 2 Sitze, Tourenwagen 5 Sitze, Coupé 2 Türen, Limousine 2/4 Türen                    |
| B-22   | 1921–1923   | 6 Reihe  | 70 bhp (51 kW)       | 3137 mm  | Roadster 2 Sitze, Tourenwagen 5 Sitze, Coupé 2 Türen, Limousine 4 Türen                      |
| 55     | 1928        | 6 Reihe  | 40 bhp (29 kW)       | 2718 mm  | Coupé 2 Türen, Limousine 2/4 Türen                                                           |
| 65     | 1928        | 6 Reihe  | 47 bhp (35 kW)       | 2794 mm  | Roadster 2 Sitze, Tourenwagen 5 Sitze, Cabriolet 2 Türen, Coupé 2 Türen, Limousine 2/4 Türen |
| 75     | 1928        | 6 Reihe  | 70 bhp (51 kW)       | 3023 mm  | Limousine 4 Türen                                                                            |
| 4-40   | 1929        | 4 Reihe  | 36 bhp (26,5 kW)     | 2718 mm  | Roadster 4 Sitze, Coupé 2 Türen, Limousine 2/4 Türen                                         |
| 6-60   | 1929        | 6 Reihe  | 43 bhp (32 kW)       | 2769 mm  | Roadster 2 Sitze, Cabriolet 2 Türen, Coupé 2 Türen, Limousine 2/4 Türen                      |
| 6-66   | 1929        | 6 Reihe  | 47 bhp (35 kW)       | 2845 mm  | Coupé 2 Türen, Limousine 4 Türen, Phaeton 4 Türen                                            |
| 6-70   | 1929        | 6 Reihe  | 65 bhp (48 kW)       | 3023 mm  | Coupé 2 Türen, Limousine 4 Türen                                                             |
| 6-14   | 1930–1931   | 6 Reihe  | 58 bhp (43 kW)       | 2845 mm  | Roadster 2 Sitze, Coupé 2 Türen, Limousine 4 Türen, Phaeton 4 Türen                          |
| 6-17   | 1930        | 6 Reihe  | 70 bhp (59 kW)       | 2921 mm  | Coupé 2 Türen, Limousine 4 Türen                                                             |
| 6-10   | 1931        | 6 Reihe  | 50 bhp (37 kW)       | 2845 mm  | Coupé 2 Türen, Limousine 4 Türen                                                             |
| 6-12   | 1931        | 6 Reihe  | 58 bhp (43 kW)       | 2845 mm  | Coupé 2 Türen, Limousine 4 Türen                                                             |
| 6-19   | 1931        | 6 Reihe  | 58 bhp (43 kW)       | 2845 mm  | Coupé 2 Türen, Limousine 4 Türen                                                             |
| 6-20   | 1932        | 6 Reihe  | 71 bhp (52 kW)       | 2769 mm  | Limousine 4 Türen                                                                            |
| 6-21   | 1932        | 6 Reihe  | 71 bhp (52 kW)       | 2769 mm  | Limousine 4 Türen                                                                            |